# الانتخابات التمهيدية الرئاسية للحزب الجمهوري 2024
الانتخابات التمهيدية والمؤتمرات الحزبية الرئاسية من قبل الأحزاب الجمهوري في الولايات يتم تنظيمها لاختيار مندوبيها إلى المؤتمر الوطني الجمهوري 2024، لتحديد مرشح الحزب لمنصب الرئيس في الانتخابات الرئاسية الأمريكية 2024. تُجرى الانتخابات بشكل فردي في جميع الولايات الأمريكية الخمسين ومقاطعة كولومبيا وخمسة أقاليم أمريكية، في الفترة ما بين يناير ويونيو 2024. ومن المقرر عقد المؤتمر الوطني للحزب الجمهوري 2024 في يوليو في منتدى فيسيرف في ميلووكي، ويسكونسن.
شارك في هذه الحملات الانتخابية 13 مرشحان كان أولها أعلن الرئيس السابق دونالد ترامب ترشحه في 15 نوفمبر 2022. تبعته السفيرة السابقة لدى الأمم المتحدة نيكي هيلي في 14 فبراير، بعدها بأسبوع واحد أعلن المدير التنفيذي لإدارة الثروات فيفيك راماسوامي، ورجل الأعمال بيري جونسون في 2 مارس، حاكم أركنساس السابق آسا هاتشينسون في 6 أبريل، ومضيف الراديو لاري إلدر في 20 أبريل، والسيناتور الأمريكي تيم سكوت في 19 مايو، وحاكم فلوريدا رون ديسانتيس في 24 مايو، ونائب الرئيس السابق مايك بنس في 5 يونيو، وحاكم نيوجيرسي السابق كريس كريستي في في 6 يونيو، حاكم ولاية داكوتا الشمالية دوغ بورغوم في 7 يونيو، وعمدة ميامي فرانسيس سواريز في 14 يونيو، والممثل الأمريكي السابق ويل هيرد في 22 يونيو. وانسحب سواريز من السباق في أغسطس، وتبعه هيرد وجونسون وإلدر وبنس في أكتوبر، مع سكوت في 12 نوفمبر وبورغوم في 4 ديسمبر.
يعتبر ترامب هو المرشح الأوفر حظاً محافظاً على تقدمه الثابت في الاستطلاعات الأولية منذ عام 2020. وقد أعرب بعض الجمهوريين عن مخاوفهم بشأن ترشيحه بسبب خسارته في عام 2020، وتحقيقاته الجنائية المستمرة، ونتائج الانتخابات النصفية لعام 2022، التي شارك فيها العديد من ترامب- خسر المرشحون المؤيدون السباقات الرئيسية وكلفوا الحزب موجة حمراء متوقعة على نطاق واسع. ومع ذلك، فقد أيده كثيرون آخرون وشجبوا التحقيقات باعتبارها ذات دوافع سياسية. من بين المرشحين غير ترامب، حصل ديسانتيس في البداية على المركز الثاني بفارق ضئيل خلف ترامب، لكن أرقام استطلاعاته انخفضت بصورة ملحوظة في عام 2023، مما جعله أقرب إلى المرشحين الآخرين. شهد راماسوامي طفرة في الاقتراع خلال نفس الفترة الزمنية. بحلول أغسطس، كان قد بدأ في التفوق على ديسانتيس في بعض استطلاعات الرأي. ومع ذلك، شهد راماسوامي تراجعًا في استطلاعات الرأي الخاصة به خلال الأشهر القليلة التالية، حيث احتلت هيلي المركز الثالث بحلول أكتوبر. اعتبارًا من ديسمبر 2023، لا يزال ترامب متقدمًا بفارق كبير. أُطلق على الانتخابات التمهيدية للحزب الجمهوري اسم "السباق على المركز الثاني" بسبب تقدم ترامب الثابت والمحظور في استطلاعات الرأي.
وفي 15 يناير 2024 حقق الرئيس الأميركي السابق دونالد ترمب، فوزاً مدوياً في أول انتخابات يجريها الحزب الجمهوري لاختيار مرشحه لخوض الانتخابات الرئاسية الأمريكية العام الجاري في ولاية أيوا. وفي 24 يناير 2024 سجل ترمب انتصاراً كبيراً في ولاية نيوهامبشير بمواجهة منافسته الوحيدة المتبقية نيكي هايليكان حيث حصد نحو 55 في المئة من الأصوات. وفي 2 مارس 2024 فاز ترمب بالانتخابات الداخلية في ولايتي ميسوري وميشيغان وفي 3 مارس 2024 حققت نيكي هيلي أول فوز لها في ولاية واشنطن وتعد نيكي المرشحة الوحيدة المنافسة لترامب في انتخابات الحزب الجمهوري. وفي أول رد فعل على خسارته وصف ترامب منطقة العاصمة الكبرى بأنها "مستنقع".
ترامب هو أول رئيس يترشح بعد ترك منصبه منذ هربرت هوفر في عام 1940؛ وإذا فاز بترشيح الحزب الجمهوري، فسيكون أول جمهوري يتم ترشيحه لمنصب الرئيس ثلاث مرات منفصلة منذ ريتشارد نيكسون (المرشح الجمهوري في أعوام 1960، و1968، و1972)، وأول شخص يكون مرشح الحزب الجمهوري للرئاسة في ثلاث انتخابات متتالية. وإذا فاز في الانتخابات العامة، فسيكون أول رئيس يخدم فترات غير متتالية منذ جروفر كليفلاند، الذي فاز بولايته الثانية في عام 1892. وفي الوقت نفسه، جعله ترشيح بنس أول نائب رئيس يترشح ضد الرئيس الذي خدموا تحت قيادته منذ جون نانس غارنر في عام 1940، في حين كان بورغوم أول شخص ولد في داكوتا الشمالية يترشح للرئاسة عن حزب كبير.

## المرشحون
اعتبارًا من ديسمبر 2023، قدم أكثر من 300 مرشح طلبات إلى لجنة الانتخابات الفيدرالية (FEC) للترشح للرئاسة عن الحزب الجمهوري عام 2024. وفي الدورات السابقة، لم يظهر غالبية هؤلاء المرشحين في أي بطاقات اقتراع، أو يجمعوا الأموال، أو يحاولون إدارة حملة بشكل رسمي.
وفي 6 مارس 2024 أعلنت نيكي هيلي، انسحابها رسمياً من سباق الحزب الجمهوري للانتخابات الأميركية، بعد أن خسرت "الثلاثاء الكبير"، ليصبح الرئيس الأميركي السابق دونالد ترامب هو المرشح الوحيد للحزب الجمهوري في السباق للبيت الأبيض. وأثارت وسائل إعلام أمريكية تساؤلات بشأن مصير أصوات مؤيدي نيكي هيلي التي قالت إن الأمر متروك لترمب لكسب أصوات الذين لم يدعموه في حزبنا وخارجه.
وفي 8 مارس 2024 عين ترمب، المرشّح الوحيد لانتزاع بطاقة خوض الاستحقاق الرئاسي عن الحزب الجمهوري، ثلاثة مقربين بينهم زوجة ابنه لارا، في مناصب قيادية بالحزب، وذلك خلال اجتماع لهيئاته في مدينة هيوستن بولاية تكساس. وفي 13 مارس 2024 قال ترامبK على منصته "تروث سوشيال" : "إنه لشرف عظيم لي أن أمثل الحزب الجمهوري كمرشحه الرئاسي. إن حزبنا متحد وقوي، ويدرك تمامًا أننا نخوض الانتخابات ضد الرئيس الأسوأ والأكثر عجزًا وفسادًا وتدميرًا في تاريخ الولايات المتحدة".

### المرشحين الرئيسيين
| اسم المرشح   | اسم المرشح | الميلاد                                            | الخبرة | المنشأ             | حملة تاريخ الإعلان                                               | المندوبون المقيدين | فاز في الترشح | التصويت الشعبي | المرجع. |
| ------------ | ---------- | -------------------------------------------------- | --- | ------------------ | ---------------------------------------------------------------- | ------------------ | ------------- | -------------- | ------- |
| نيكي هيلي    |            | 20 يناير 1972 (53 عاماً) بامبرج، كارولاينا الجنوبية | سفير الولايات المتحدة إلى الأمم المتحدة (2017–2018) حاكم ولاية كارولاينا الجنوبية (2011–2017) ممثل ولاية كارولينا الجنوبية (2005–2011) | كارولاينا الجنوبية | Campaign2023 فبراير 14 FEC filing Website                        | 8 (20.0%)          | None          | 21,085 (19.1%) | [ 31 ]  |
| دونالد ترامب |            | 14 يونيو 1946 (78 عاماً) كوينز، نيويورك             | رئيس الولايات المتحدة (2017–2021) رئيس مجلس إدارة منظمة ترامب (1971–2017)                                                              | فلوريدا            | حملة دونالد ترامب الرئاسية 20242022 نوفمبر 15 FEC filing Website | 20 (50.0%)         | 1 (IA)        | 56,260 (51.0%) | [ 34 ]  |

### الانسحاب خلال الانتخابات التمهيدية
يكون المرشحون في هذا القسم قد علقوا حملاتهم الانتخابية، أو أوقفوا الحملات وأنهوا ترشحهم خلال الموسم الابتدائي.
| اسم             | اسم | الميلاد                                     | الخبرة | المنشأ  | إعلان عن الحملة | تعليق الحملة                     | حملة                                    | المندوبون المقيدين | التصويت الشعبي | المرجع.                     |
| --------------- | --- | ------------------------------------------- | --- | ------- | --------------- | -------------------------------- | --------------------------------------- | ------------------ | -------------- | --------------------------- |
| رون دي سانتيس   |     | 14 سبتمبر 1978 (46 عاماً) جاكسونفيل، فلوريدا | حاكم ولاية فلوريدا (2019– ) مجلس النواب الأمريكي من منطقة الكونغرس السادسة في فلوريدا (2013–2018)                 | فلوريدا | 24 مايو 2023    | 21 يناير 2024 (أصبح مؤيد لترامب) | Campaign2023 مايو 24 FEC filing Website | 9 (22.5%)          | 23,420 (21.2%) | [ 38 ] [ 39 ]               |
| إيسا هاتشينسون  |     | 3 ديسمبر 1950 (74 عاماً) بنتونفيل، أركنساس   | حاكم ولاية أركنساس (2015–2023) وكيل وزارة الأمن الداخلي (2003–2005) مدير إدارة مكافحة المخدرات (2001–2003)        | أركنساس | 26 أبريل 2023   | 16 يناير 2024 (أصبح مؤيد هالي)   | Campaign2023 أبريل 6 FEC filing Website | 0 (0.0%)           | 191 (0.2%)     | [ 41 ] [ 42 ] [ 43 ]        |
| فيفيك راماسوامي |     | 9 أغسطس 1985 (39 عاماً) سينسيناتي، أوهايو    | الرئيس التنفيذي فيفيك راماسوامي (2022–2023) الرئيس التنفيذي لشركة رويفانت ساينسيز للتكنولوجيا الحيوية (2014–2021) | أوهايو  | 21 فبراير 2023  | 15 يناير 2024 (أصبح مؤيد لترامب) | CampaignFEC filing Website              | 3 (7.5%)           | 8,449 (7.7%)   | [ 48 ] [ 49 ] [ 50 ] [ 51 ] |

### انسحب قبل الانتخابات التمهيدية
لقد قام المرشحون في هذا القسم بتعليق حملاتهم، أو أوقفوا حملاتهم وأنهوا مساعيهم للترشيح قبل إجراء أي منافسات تمهيدية، إلا أن القليل منهم فعلوا ذلك بعد تأمين أماكن الاقتراع في عدد صغير من الولايات.
| اسم            | الميلاد                                        | الخبرة | المنشأ             | أعلن عن الحملة                              | تعليق الحملة                      | الحملة                                   | المرجع.              |
| -------------- | ---------------------------------------------- | --- | ------------------ | ------------------------------------------- | --------------------------------- | ---------------------------------------- | -------------------- |
| كريس كريستي    | 6 سبتمبر 1962 (62 عامًا) نيوآرك، نيوجيرسي       | حاكم ولاية نيوجيرسي (2010–2018) المرشح للرئاسة في عام 2016 المدعي العام الأمريكي لمقاطعة نيوجيرسي (2002–2008)                                                                | نيوجيرسي           | 6 يونيو 2023                                | 10 يناير 2024                     | Campaign2023 يونيو 06 FEC filing Website | [ 53 ] [ 54 ]        |
| دوغ بورغوم     | 1 أغسطس 1956 (68 عامًا) آرثر، داكوتا الشمالية   | حاكم ولاية داكوتا الشمالية (2016–) نائب الرئيس الأول مجموعة مايكروسوفت لحلول الأعمال ‏ (2002–2007) رئيس جريت بلاينز سوفت وير (1984–2001)                                      | داكوتا الشمالية    | 7 يونيو 2023                                | 4 ديسمبر 2023                     | CampaignFEC filing Website               | [ 56 ] [ 57 ]        |
| تيم سكوت       | 19 سبتمبر 1965 (59 عامًا) نورث تشارلستون        | مجلس الشيوخ الأمريكي من كارولاينا الجنوبية (2013–) مجلس النواب الأمريكي من منطقة الكونغرس الأولى في كارولاينا الجنوبية (2011–2013) ممثل ولاية كارولاينا الجنوبية (2009–2011) | كارولاينا الجنوبية | 2023 مايو 19 لجنة استكشافية : 12 أبريل 2023 | 2023 نوفمبر 12                    | حملةFEC filing Website                   | [ 60 ] [ 61 ]        |
| مايك بنس       | 7 يونيو 1959 (64 عامًا) كولومبوس، إنديانا       | نائب رئيس الولايات المتحدة (2017–2021) حاكم ولاية إنديانا (2013–2017) مجلس النواب الأمريكي من منطقة الكونغرس السادسة في إنديانا (2001–2013)                                  | إنديانا            | 2023 يونيو 5                                | 2023 أكتوبر 28                    | الحملةFEC filing Website                 | [ 63 ] [ 64 ]        |
| لاري إيلدر     | 27 أبريل 1952 (71 عامًا) لوس أنجلوس، كاليفورنيا | مضيف برنامج لاري إيلدر (1993–2022) مرشح لمنصب حاكم ولاية كاليفورنيا في انتخابات سحب الثقة ‏                                                                                   | كاليفورنيا         | 2023 أبريل 20                               | 2023 أكتوبر 26 (أصبح مؤيد لترامب) | الحملةFEC filing Website                 | [ 66 ] [ 67 ]        |
| بيري جونسون    | 23 يناير 1948 (75 عامًا) دالتون، إلينوي         | مؤسس شركة بيري جونسون ريجيستيراز (1994–) مرشح غير مؤهل لمنصب حاكم ميشيغان في 2022                                                                                            | ميشيغان            | 2023 مارس 2                                 | 2023 أكتوبر 20 (أصبح مؤيد لترامب) | الحملة الانتخابيةFEC filing Website      | [ 69 ] [ 70 ] [ 71 ] |
| ويل هيرد       | 19 أغسطس 1977 (46 عامًا) سان أنطونيو، تكساس     | مجلس النواب الأمريكي من منطقة الكونغرس الثالثة والعشرين في تكساس (2015–2021)                                                                                                 | تكساس              | 2023 يونيو 22                               | 2023 أكتوبر 09 (أصبح مؤيد لهيلي)  | CampaignFEC filing Website               | [ 73 ] [ 74 ]        |
| فرانسيس سواريز | 6 أكتوبر 1977 (45 عامًا) ميامي، فلوريدا         | عمدة ميامي (2017–) عضو في لجنة مدينة ميامي ‏ (2009–2017) | فلوريدا            | 2023 يونيو 14                               | 2023 أغسطس 29                     | CampaignFEC filing Website               | [ 76 ] [ 77 ]        |